# 馬爾山 (帕爾默地)
74°33′S 63°8′W / 74.550°S 63.133°W
馬爾山（英語：Mount Mull），是南極洲的山峰，位於帕爾默地，處於歐文山西南面20公里的歐文冰川東岸，屬於古滕科山脈的一部分，美國地質調查局根據測量和美國海軍拍攝的空中照片繪入地圖，現時由南極條約體系管理。